# Bandidhoo
Bandidhoo (en dhivehi: ބަނޑިދޫ)  es una de las islas habitadas del atolón de dhaalu pertenecientes al país asiático de las Maldivas.
Bandidhoo cuenta (en marzo de 2007) con una población que consiste en 391 hombres y 427 mujeres. Posee una superficie estimada en 19,9 hectáreas y 575 metros de largo por 450 metros de ancho.